# آرونویل
آرونویل (به فرانسوی: Arronville) یک کمون در فرانسه است که در Seine-et-Oise واقع شده‌است. آرونویل ۱۵٫۸۵ کیلومتر مربع مساحت دارد.